# Carl Liebenberg
Carl Christian Birch Liebenberg (27. september 1804 på Frederiksberg – 22. februar 1865 i København) var en dansk sagfører, kabinetssekretær og nationalbankdirektør, bror til F.L. Liebenberg.

## Sagfører og nationalbankdirektør
Han var søn af præsten, kongelig konfessionarius M.F. Liebenberg, blev 1822 student fra Borgerdydskolen i København og 1826 juridisk kandidat, var 1829-33 kancellist ved Generalauditoriatet for Landetaten, fra 1830 tillige auditør i Armeen og begyndte 1833 sin virksomhed som højesteretsadvokat. Uagtet han ikke besad fremragende oratorisk færdighed, blev han dog hurtig anerkendt som en ualmindelig dygtig sagfører på grund af sin skarpsindighed, sin klarhed i foredraget, sin urokkelige ro og den omhu, hvormed han varetog sine klienters interesse. Særlig bekendt blev han ved sine defensorater for Orla Lehmann 1846 og C.F. Wegener 1854. Private juridiske forretninger for Grevinde Danner førte til, at han 1854 blev udnævnt til kabinetssekretær hos kong Frederik VII; men allerede 1856 fratrådte han af grunde, der kun kunne regnes hans karakter til ære, denne stilling (stridigheder med Carl Berling og Regeringen Andræ). I slutningen af 1857 beskikkedes han til formand for bestyrelsen af den i anledning af pengekrisen oprettede midlertidige lånekasse for kongeriget og udfoldede her en rastløshed og iver, der vel bidrog sit til, at han i 1861 blev valgt til direktør for Nationalbanken, hvor hans virksomhed ligeledes vandt megen påskønnelse. Desuden var han fra 1860 direktør for Det kongelige oktroierede almindelige Brandassurancekompagni for Varer og Effekter. 1842 blev han justitsråd og 1854 etatsråd; 1851 Ridder af Dannebrog og 1854 Dannebrogsmand.

## Politiske synspunkter
Først efter krigen 1864 kom han til at spille en mere fremtrædende rolle i det politiske liv. Han blev da grebet af en sygelig fanatisme imod det nationalliberale parti og lagde dette stærkt for dagen, dels ved sin optræden i Augustforeningen, dels ved udgivelsen af to pjecer: Om at rydde Kongen af Vejen og Om Troskab mod Kongen og Danmark. Denne hans holdning forbavsede så meget mere, fordi han i 1851 var optrådt som en ivrig talsmand for ejderdanismen og endnu i 1861 havde været med til at udtale en ubetinget tillid til det hallske ministerium, ikke at tale om hans ovennævnte defensorater. Han døde 22. januar 1865 i København.

## Ægteskaber
31. august 1842 ægtede han i Christiansborg Slotskirke Francisca Victoria Caroline von Schønberg, født Schøpf (8. juli 1807 i Würzburg - 30. november 1847 i København), enke efter etatsråd, hofmedikus Jørgen Johan Albrecht von Schønberg (1782-1841). 14. juli 1860 giftede han sig i Helligåndskirken med Bolette Cathrine Hansen (15. november 1815 i Stege - 22. april 1880 i København), en datter af skipper Christen Hansen (ca. 1782-1824) og Regine Clausdatter (1782-1852).
Han er begravet på Frederiksberg Ældre Kirkegård.
Der findes et portrætmaleri af J.V. Gertner (Det Nationalhistoriske Museum på Frederiksborg Slot), et xylografi af Wilhelm Obermann 1865 efter tegning af Henrik Olrik og et fotografi af Jens Petersen (Det Kongelige Bibliotek).